# Four Broncos Memorial Trophy
Four Broncos Memorial Trophy – nagroda przyznawana w każdym sezonie najlepszemu zawodnikowi sezonu ligi Western Hockey League. Trofeum zostało tak nazwane dla uczczenia pamięci czterech członków drużyny Swift Current Broncos: Trent Kresse, Scott Kruger, Chris Mantyka i Brent Ruff, którzy zginęli 30 grudnia 1986 roku w wypadku autobusu w drodze na mecz.

## Lista nagrodzonych
- 2017 – Sam Steel, Regina Pats
- 2016 – Dryden Hunt, Moose Jaw Warriors
- 2015 – Oliver Bjorkstrand, Portland Winterhawks
- 2014 – Sam Reinhart, Kootenay Ice
- 2013 – Adam Lowry, Swift Current Broncos
- 2012 – Brendan Shinnimin, Tri-City Americans
- 2011 – Darcy Kuemper, Red Deer Rebels
- 2010 – Jordan Eberle, Regina Pats
- 2009 – Brett Sonne, Calgary Hitmen
- 2008 – Karl Alzner, Calgary Hitmen
- 2007 – Kris Russell, Medicine Hat Tigers
- 2006 – Justin Pogge, Calgary Hitmen
- 2005 – Eric Fehr, Brandon Wheat Kings
- 2004 – Cam Ward, Red Deer Rebels
- 2003 – Josh Harding, Regina Pats
- 2002 – Dan Hamhuis, Prince George Cougars
- 2001 – Justin Mapletoft, Red Deer Rebels
- 2000 – Brad Moran, Calgary Hitmen
- 1999 – Cory Rudkowsky, Seattle Thunderbirds
- 1998 – Serhij Warłamow, Swift Current Broncos
- 1997 – Peter Schaefer, Brandon Wheat Kings
- 1996 – Jarome Iginla, Kamloops Blazers
- 1995 – Marty Murray, Brandon Wheat Kings
- 1994 – Sonny Mignacca, Medicine Hat Tigers
- 1993 – Jason Krywulak, Swift Current Broncos
- 1992 – Steve Konowalchuk, Portland Winter Hawks
- 1991 – Ray Whitney, Spokane Chiefs
- 1990 – Glen Goodall, Seattle Thunderbirds
- 1989 – Stu Barnes, Tri-City Americans
- 1988 – Joe Sakic, Swift Current Broncos
- 1987 – Rob Brown, Kamloops Blazers; Joe Sakic, Swift Current Broncos
- 1986 – Rob Brown, Kamloops Blazers; Emanuel Viveiros, Prince Albert Raiders
- 1985 – Cliff Ronning, New Westminster Bruins
- 1984 – Ray Ferraro, Brandon Wheat Kings
- 1983 – Mike Vernon, Calgary Wranglers
- 1982 – Mike Vernon, Calgary Wranglers
- 1981 – Steve Tsujiura, Medicine Hat Tigers
- 1980 – Doug Wickenheiser, Regina Pats
- 1979 – Perry Turnbull, Portland Winter Hawks
- 1978 – Ryan Walter, Seattle Thunderbirds
- 1977 – Barry Beck, New Westminster Bruins
- 1976 – Bernie Federko, Saskatoon Blades
- 1975 – Bryan Trottier, Lethbridge Hurricanes
- 1974 – Ron Chipperfield, Brandon Wheat Kings
- 1973 – Dennis Sobchuk, Regina Pats
- 1972 – John Davidson, Calgary Centennials
- 1971 – Ed Dyck, Calgary Centennials
- 1970 – Reg Leach, Flin Flon Bombers
- 1969 – Bobby Clarke, Flin Flon Bombers
- 1968 – Jim Harrison, Estevan Bruins
- 1967 – Gerry Pinder, Saskatoon Blades